# NGC 1070
NGC 1070 je galaksija u zviježđu Kit.

## Vanjske poveznice
- SEDS: NGC 1070